# 19243 Bunting
19243 Bunting è un asteroide della fascia principale. Scoperto nel 1994, presenta un'orbita caratterizzata da un semiasse maggiore pari a 2,3300784 UA e da un'eccentricità di 0,2435052, inclinata di 23,73085° rispetto all'eclittica.